# And I
And I je pjesma hrvatskog glazbenika Baby Lasagne. Objavljena je kao četvrti singl s njegovog debitantskog studijskog albuma Demons & Mosquitoes 28. lipnja 2024.

## Pozadina
Vidi još: Demons & Mosquitoes
And I je ukupno četvrti singl s Purišićeva albuma Demons & Mosquitoes. Prethodili su singlovi: „IG Boy”, „Don't Hate Yourself, But Don't Love Yourself Too Much” i „Rim Tim Tagi Dim” s kojim je Purišić u svibnju 2024. predstavljao Hrvatsku na Pjesmi Eurovizije 2024. te osvojio drugo mjesto.
Nakon Pjesme Eurovizije, Purišić je u intervjuu s Mojmirom Pastorčić za RTL Direkt najavio kako će njegova slijedeća pjesma biti potpuno drugačija od do sada objavljenih pjesama, opisavši je kao „ljetnu funky pjesmu.” Pjesme s albuma opisao je kao „kaotični miks žanrova.”
Purišić je 28. svibnja na svom nastupu na umaškom Sea Star Festivalu premijerno izveo brojne pjesme s albuma, uključujući i And I.

## Objava
Baby Lasagna je 14. lipnja 2024. objavio da će And I biti objavljen kao idući singl. Na isti je dan objavio kratki isječak iz glazbenog videa koji je snimljen za pjesmu. Pjesma je pretpremijerno prvi put puštena na radiju bravo!.
Glazbeni video za And I objavljen je 28. lipnja u 12:00 sati na YouTubeu. Video je, kao i prethodne, uključujući i onaj za Rim Tim Tagi Dim, režirala Purišićeva partnerica Elizabeta Ružić. Video je inspiriran retro estetikom 50-ih godina.

## Uspjeh
Singl i njegov glazbeni video je uoči njegove premijere pohvalio Goran Dragaš, skladatelj glazbe poznatih svjetskih naslova poput Pirata s Kariba i Igre prijestolja. Dragaš je pjesmu nazvao „odličnom radio ljetnom pjesmom”, pohvalivši promjenu u Purišićevu stilu i imidžu u usporedbi s glazbenim videom za Rim Tim Tagi Dim.
Pjesma je ušla na 38. mjesto na Hrvatskoj glazbenoj listi Top 40 te na 13. mjesto na Billboardovoj ljestvici Croatia Songs.

## Zasluge
- Marko Purišić – tekst, glazba, vokali, sintesajzer, gitara, bubnjevi[11]
- Matej Zec – miksanje zvuka[11]